# Перельман, Израиль Моисеевич
Изра́иль Моисе́евич Перельма́н (1892—1954) — советский хирург.

## Биография
Родился в 1892 году в Минске. После окончании Минского реального училища в 1912 году поступил на медицинский факультет Бернского университета. В 1914 году в связи с началом Первой мировой войны вернулся в Россию, где продолжил образование в Московском университете, который окончил в 1917 году. С марта по ноябрь 1917 года служил младшим врачом на Румынском фронте, после Октябрьской революции продолжил службу в Красной армии.
После демобилизации в 1921 году принял активное участие в организации медицинского факультета Белорусского государственного университета (с 1930 года — Белорусский медицинский институт). В 1921—1924 годах работал прозектором при кафедре анатомии Белорусского университета и ординатором хирургического отделения Минской губернской больницы. В 1924—1927 годах ассистент факультетской хирургической клиники Белорусского университета. В 1925 году около трёх месяцев в составе группы преподавателей стажировался в клиниках Германии.
В 1927—1933 годах заведующий хирургическим отделением Борисовской городской больницы, также возглавлял городское общество врачей. В 1933—1937 годах заведующий хирургическим отделением 1-й Гомельской больницы и одновременно руководитель опорного пункта Белорусского государственного заочного медицинского института. В 1935 году по совокупности научных работ получил степень кандидата медицинских наук и звание доцента. В 1937 году защитил докторскую диссертацию по теме «Непроходимость кишок», утверждён в звании профессора. В 1937—1941 годах заведующий кафедрой госпитальной хирургии Витебского медицинского института. С началом Великой Отечественной войны эвакуировался в город Орджоникидзе, где возглавил хирургическую клинику Северо-Осетинского медицинского института. В 1942—1943 годах профессор госпитальной хирургической клиники Новосибирского медицинского института.
В ноябре 1943 года по приказу Наркомздрава СССР приехал в Ярославль для организации хирургических кафедр эвакуированного сюда Белорусского медицинского института, а затем созданного на его базе Ярославского медицинского института. До 1946 года руководил здесь одновременно кафедрами: 1) госпитальной хирургии, 2) оперативной хирургии и топографической анатомии. В 1949—1951 годах заведующий кафедрой общей хирургии. В октябре 1951 года назначен заведующим кафедрой оперативной хирургии и топографической анатомии, не обладавшей клинической базой; с переводом не согласился, и в декабре 1951 года уволен. Скоропостижно умер в 1954 году.
Написал 58 научных работ, посвящённых переливанию крови, хирургии нервной системы, ошибкам и неудачам в хирургии и др. Подготовил 6 кандидатов наук.
Награждён знаком «Отличник здравоохранения», медалью «За доблестный труд в Великой Отечественной войне 1941-1945 г.г.» и другими наградами.
Отец хирурга академика АМН СССР — РАМН Михаила Перельмана.